# 欣希雅·漢密爾頓
欣希雅·漢密爾頓（英語：Cynthia Hamilton，1897年8月16日—1972年12月4日），婚後名為欣希雅·史賓賽（Cynthia Spencer），第三代阿伯康公爵詹姆斯·漢密爾頓的女兒，威爾斯王妃黛安娜的祖母。

## 家庭
1919年，欣希雅和阿爾伯特·史賓賽結婚，兩人共有1子1女：
1. 安妮（1920年—2020年）
2. 約翰（1924年—1992年）